# Albatros Könyvkiadó
Albatros Könyvkiadó – a romániai könyvkiadás 1970-es átszervezése során az Ifjúsági Könyvkiadó utódjaként létesült vállalat. Székhelye: Bukarest.

## Szervezete és kiadványai
Igazgatói: Petre Ghelmez, Alexandru Georgescu, Mircea Sîntimbreanu, magyar szerkesztői: Ioan Rodica (1970-73) és 1972-től 1980 tavaszáig Ferencz Imre. Kiadványai mind románul, mind a nemzetiségek nyelvén (német nyelv, magyar nyelv, szerb nyelv) a serdült ifjúság érdeklődésének színvonalán újabban a szépirodalom mellett a természet- és társadalomtudományi tematikát is felölelik. 1970 és 1979 között magyarul összesen 72 művet jelentetett meg (több közülük újra kiadás).
Kiadványainak törzse az egykori Ifjúsági Könyvkiadótól átvett Legszebb Versek c. sorozat (összesen 30 kötet), amely rövid előszavakkal a magyar, a román és a világirodalomból nyújt reprezentatív válogatást, meglehetősen modern ízléssel (Arany János, József Attila, Szabó Lőrinc és Juhász Ferenc, Olosz Lajos, Szabédi László, Szilágyi Domokos, Kányádi Sándor és Székely János, Alexandru Macedonski, Goga, Lucian Blaga, Ion Barbu, Bacovia és V. Voiculescu, Whitman, Jeszenyin, T. S. Eliot, Guillevic, Cesare Pavese és Ungaretti kötetei jelzik tájékozódását).
14 eredeti szépirodalmi kötetének szerzői között Szemlér Ferenc, Deák Tamás, Beke György, Mikó Ervin és Kocsis István mellett Bokor Katalin, Csire Gabriella, Kassay Miklós, Köteles Pál, Oltyán László, Szépréti Lilla szerepel. Kiadott néhány (részben eredeti, részben románból fordított) természettudományos ismeretterjesztő művet is. 1970-ben az Albatros Könyvkiadó gondozásában jelent meg a Tanulók Könyvtára, amelyet utána a Dacia vett át.